# James L. Bomar
James LaFayette Bomar (* 1. Juli 1914 in Raus, Bedford County, Tennessee; † 25. Juni 2001 im Bedford County, Tennessee) war ein US-amerikanischer Politiker. Zwischen 1963 und 1965 war er als Präsident des Staatssenats auch Vizegouverneur des Bundesstaates Tennessee.

## Werdegang
James Bomar besuchte die öffentlichen Schulen seiner Heimat einschließlich der Shelbyville High School. Nach einem anschließenden Jurastudium an der Cumberland University und seiner 1937 erfolgten Zulassung als Rechtsanwalt begann er ab 1940 in Shelbyville in diesem Beruf zu arbeiten. Während der Endphase des Zweiten Weltkrieges diente er in der United States Navy.
Politisch war er Mitglied der Demokratischen Partei. Zwischen 1943 und 1944, von 1949 bis 1950 sowie nochmals von 1953 bis 1963 saß er im Repräsentantenhaus von Tennessee, dessen Präsident er zwischen 1953 und 1955 war. Außerdem gehörte er in den Jahren 1947 und 1948 sowie von 1963 bis 1965 dem Staatssenat an, dessen Präsident er seit 1963 war. In dieser Eigenschaft fungierte er gleichzeitig als Vizegouverneur seines Staates und Stellvertreter von Gouverneur Frank G. Clement. Bomar war auch Mitglied zahlreicher Vereinigungen und Organisationen. Er starb am 25. Juni 2001.